# 연애세포 시즌 2
《연애세포 시즌 2》는 2015년 9월 14일부터 2015년 10월 1일까지 네이버TV에서 공개된 웹드라마이다.

## 등장 인물
- 김유정 : 네비 역
- 임슬옹 : 태준 역
- 조보아 : 예봄 역
- 박은지 : 혜리 역
- 최영민 : 윤환 역
- 이광일 : 왕실장 역

## 회차별 부제
| 2015년 | 2015년      | 2015년                               |
| 회차   | 업로드 일자 | 부제                                 |
| ------ | ----------- | ------------------------------------ |
| 1화    | 9월 14일    | 연애세포는 러브셀 은행에 맡기세요    |
| 2화    | 9월 15일    | 죽기보다 연애가 더 싫다고?!          |
| 3화    | 9월 16일    | 난, 버림받은 연애세포야              |
| 4화    | 9월 17일    | 설마, 뽀뽀 하는 방법도 잊은거야?     |
| 5화    | 9월 21일    | 너에게 부족한 2%                     |
| 6화    | 9월 22일    | 연애세포가 한사람에게만 반응한다고?! |
| 7화    | 9월 23일    | 틈을 보이라고! 틈!                   |
| 8화    | 9월 24일    | 제발, 내 눈 앞에서 사라져!           |
| 9화    | 9월 28일    | 연애세포 추출하러 왔는데요           |
| 10화   | 9월 29일    | 사랑은 다른 사랑으로 잊는거야        |
| 11화   | 9월 30일    | 차라리 날 죽여!!                     |
| 12화   | 10월 1일    | 별이 되어 반짝이고 싶어              |